# Brodnica (Landgemeinde)
Die gmina wiejska Brodnica ([brɔdˈɲiʦa]) ist eine selbständige Landgemeinde im Powiat Brodnica in der Woiwodschaft Kujawien-Pommern in Polen. Ihr Sitz befindet sich in der Stadt Brodnica (deutsch Strasburg an der Drewenz).

## Geografie

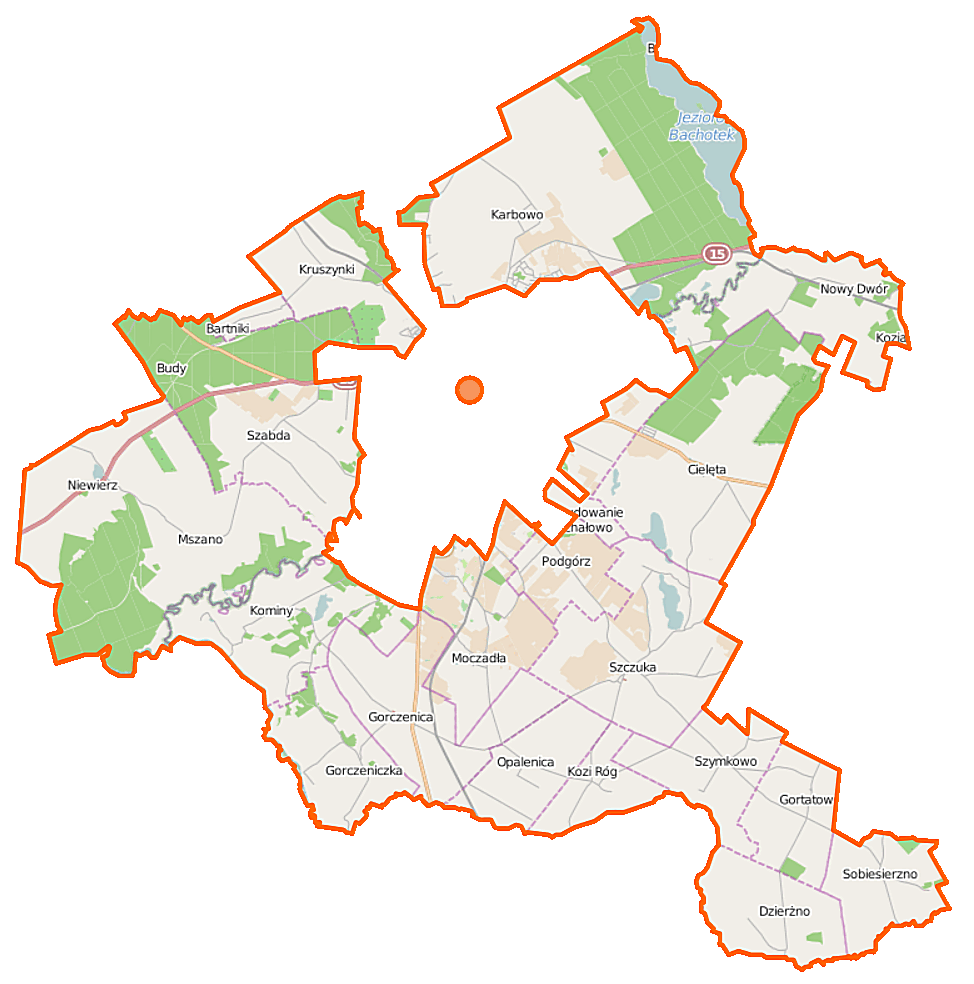
Karte der Landgemeinde

### Geografische Lage
Die Landgemeinde (Gmina) hat eine Fläche von 126,96 km². Sie liegt im nordöstlichen Teil der Wojewodschaft Kujawien-Pommern und umschließt die Stadt Brodnica fast vollständig. Ihr Gebiet ist reich an Gewässern.

### Gewässer

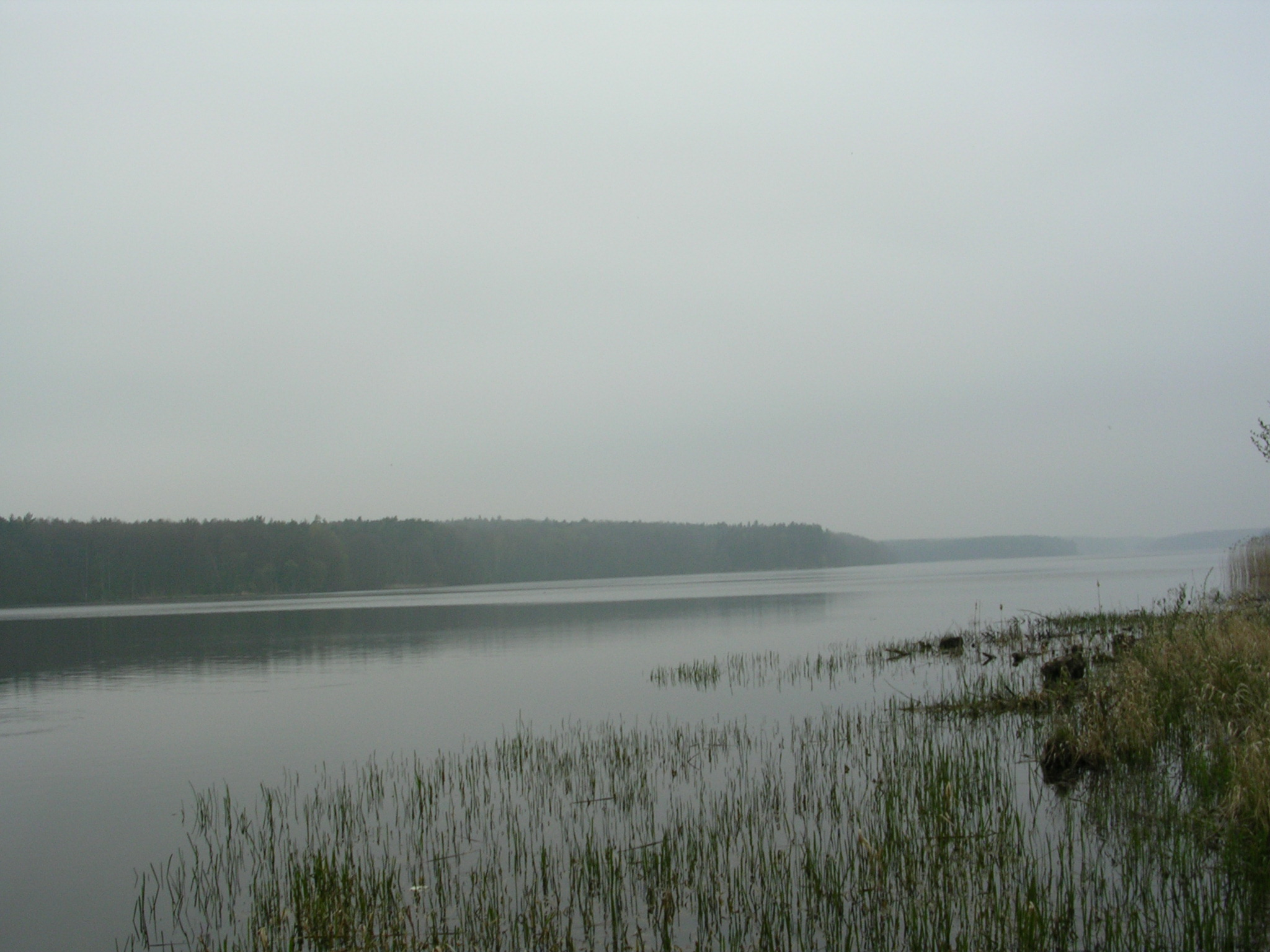
Der See Bachotek

Der Fluss Drwęca (Drewenz) durchzieht das Gebiet der Landgemeinde. Die Skarlanka ist ein kleiner Nebenfluss. Der 215 Hektar große See Bachotek bildet einen Teil der nordöstlichen Gemeindegrenze. Der 87 Hektar große See Niskie Brodno liegt dagegen auf dem Gebiet der Stadt Brodnica, ein Teil des westlichen Ufers gehört jedoch zum Gebiet der Landgemeinde. Zwei weitere kleine Seen bei Cielęta und Szczuka liegen auf Gemeindegebiet. Die Seen gehören zur Pojezierze Brodnickie („Brodnicer Seenplatte“, Mezoregion 315.12).

### Nachbargemeinden
Nachbargemeinden sind Bartniczka, Bobrowo, Brzozie, Osiek, Świedziebnia, Wąpielsk, Zbiczno und die Stadt Brodnica.

## Geschichte
Der etwa 30 Kilometer lange Abschnitt des Flusslaufes der Drwęca zwischen Brodnica (Strasburg) und Lubicz (Leibitsch) kurz vor Thorn markierte in der Geschichte mehrfach einen Teil der Nordwestgrenze Polens.
Nach dem Zusammenbruch des Ordensstaats gehörte das Gebiet seit 1466 zu Polnisch-Preußen unter der Schutzherrschaft der Krone Polens. Durch die Erste Teilung Polens 1772 wurde es bis einschließlich 1919 Teil der Provinz Westpreußen und kam 1818 zum Kreis Strasburg in Westpreußen. Um die Wende zum 20. Jahrhundert wurden die Namen einiger Dörfer eingedeutscht. Als nach dem Ersten Weltkrieg im Januar 1920 die Bestimmungen des Versailler Vertrags in Kraft traten, fiel das Gebiet 1920 an Polen. (vgl. Polnischer Korridor)
Im Zweiten Weltkrieg kam die Region am 26. Oktober 1939 zur neuen Provinz Reichsgau Danzig-Westpreußen des Deutschen Reichs. Nach dem Krieg wurde sie ein Bestandteil des polnischen Staates, der deutsche Teil der Bevölkerung wurde vertrieben.
Von 1975 bis 1998 gehörte die Landgemeinde zur Woiwodschaft Thorn.

## Gliederung

### Schulzenämter
Zur Landgemeinde gehören die in der Tabelle aufgeführten 20 Ortschaften mit Schulzenämtern.
| polnischer Name       | deutscher Name (1815–1920)                    | deutscher Name (Zweiter Weltkrieg)                 | Einw. (2011) | Lage   | Bild                                       |
| --------------------- | --------------------------------------------- | -------------------------------------------------- | ------------ | ------ | ------------------------------------------ |
| Cielęta               | Cielenta 1903–20 Zeland                       | 1939–45 Zeland                                     | 614          | (Lage) | Kirche in Cielęta                          |
| Dzierżno              | Dzierzno                                      | 1939–42 Dzierzno 1942–45 Dreschenbusch             | 148          | (Lage) |                                            |
| Gorczenica            | Groß Gorczenitza 1903–20 Groß Gorschen        | 1939–45 Großgorschen                               | 672          | (Lage) | Kirche in Gorczenica                       |
| Gorczeniczka          | Klein Gorczenitza 1903–20 Klein Gorschen      | 1939–45 Kleingorschen                              | 86           | (Lage) | Gorczeniczka, Bahndamm der Zuckerrübenbahn |
| Gortatowo             | Gottartowo                                    | 1939–42 Gottartowo 1942–45 Gottersdorf             | 229          | (Lage) |                                            |
| Karbowo               | Karbowo 1906–20 Karben & 1906–20 Kriegersdorf | 1939–45 Karben                                     | 1685         | (Lage) | Gut Karbowo (um 1870, Sammlung Duncker)    |
| Kominy                | Komini                                        | 1939–42 Komini 1942–45 Rauchfeld                   | 138          | (Lage) |                                            |
| Kozi Róg              | Kozirog                                       | 1939–42 Kozirog 1942–45 Koserock                   | 113          | (Lage) | Kozi Róg                                   |
| Kruszynki             | Geistlich Kruschin                            | 1939–42 Geistlich Kruschin 1942–45 Waldkrossen     | 432          | (Lage) |                                            |
| Moczadła              | Moczadlo                                      | 1939–42 Moczadlo 1942–45 Feuchtenau                | 390          | (Lage) | Moczadła                                   |
| Mszano                | Mszanno                                       | 1939–42 Mszanno 1942–45 Schannen                   | 288          | (Lage) | Kirche in Mszano                           |
| Niewierz              | Niewierz 1894–1920 Neuheim                    | 1939–45 Neuheim                                    | 292          | (Lage) |                                            |
| Nowy Dwór             | Neuhof bei Strasburg                          | 1939–42 Neuhof bei Strasburg 1942–45 Drewenzneuhof | 124          | (Lage) |                                            |
| Opalenica             | Opalenitza 1891–20 Wilhelmsdank               | 1939–45 Wilhelmsdank                               | 134          | (Lage) | Opalenica                                  |
| Podgórz               | Arndtshof 1867–20 Karlsberg                   | 1939–45 Karlsberg                                  | 267          | (Lage) |                                            |
| Sobiesierzno          | Sobierszysno                                  | 1939–42 Sobierszysno 1942–45 Soberschütz           | 149          | (Lage) |                                            |
| Szabda                | Szabda                                        | 1939–42 Szabda 1942–45 Schaben                     | 629          | (Lage) | Szabda, Bahndamm der Zuckerrübenbahn       |
| Szczuka               | Szczuka                                       | 1939–42 Szczuka 1942–45 Hecht                      | 499          | (Lage) | Kirche in Szczuka                          |
| Szymkowo              | Szymkowo                                      | 1939–42 Szymkowo 1942–45 Schenkendorf              | 160          | (Lage) |                                            |
| Wybudowanie Michałowo | Michelau                                      | 1939–45 Michelau                                   | 374          | (Lage) |                                            |

### Ortschaften und Weiler ohne Schulzenamt

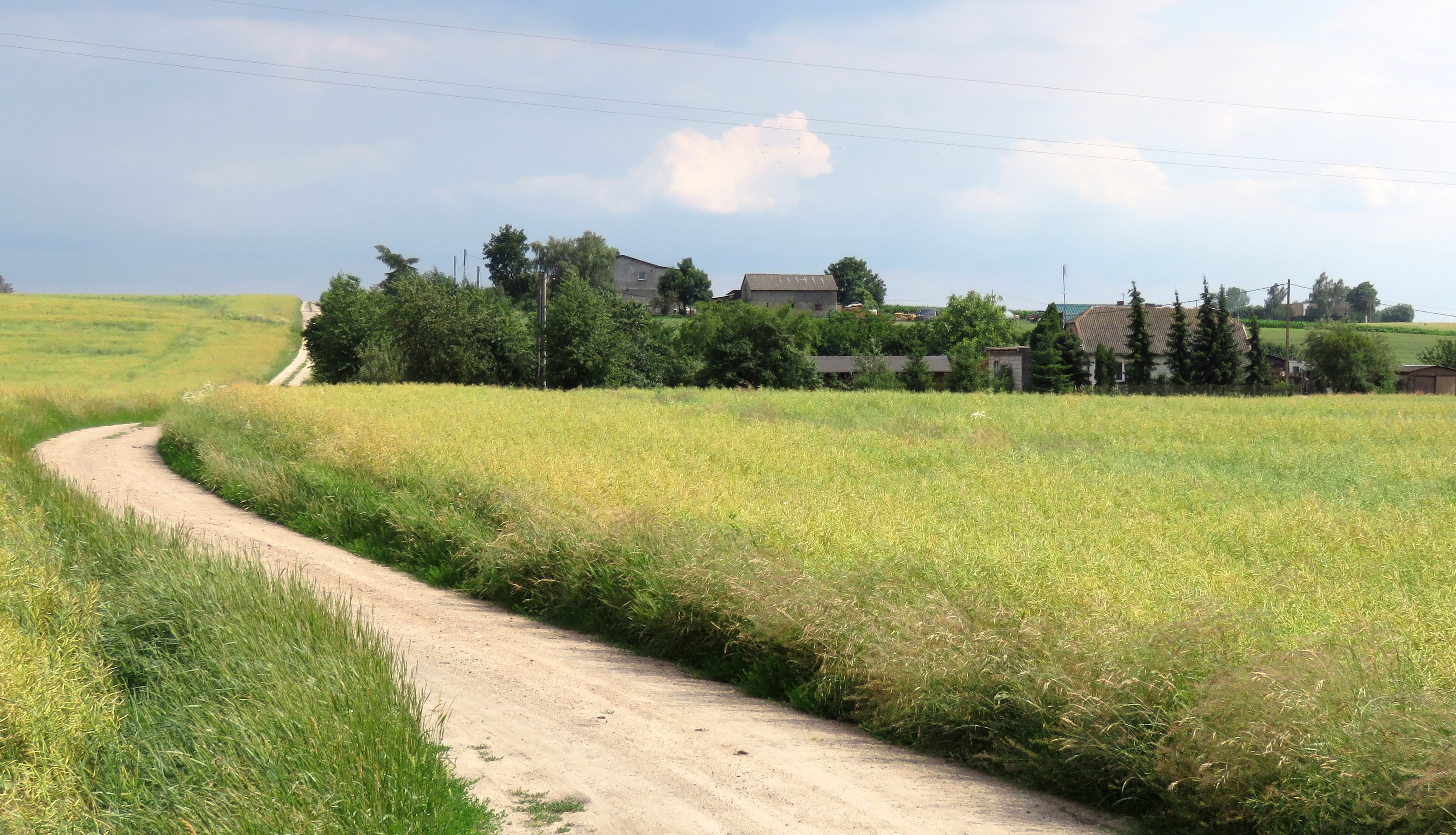
Przydatki

Bartniki • Bobrowiska • Drużyny • Kurlaga • Małgorzatka • Mszano-Waldsiedlung • Nowe Moczadła • Przydatki • Rybaki • Szabda-Waldsiedlung • Szymkówko • Tama Brodzka • Tywola.

## Kultur und Sehenswürdigkeiten

### Baudenkmale
- Cielęta, Kirche św. Mikołaja, 14. Jh., erweitert 1783
- Gorczenica, Kirche Podwyższenia Krzyża Świętego, 14.–19. Jh.
- Gut Karbowo: Herrenhaus (1810/1840), Scheune (1804), Nebengebäude (19. Jh.) und Park
- Mszano, Kirche św. Bartłomieja Apostoła, 1906–07
- Szczuka, Kirche św. Fabiana i św. Sebastiana, 14. Jh., erweitert 1882
- Szczuka, Chata podcieniowa kleines Vorlaubenhaus von 1780
- Przydatki: Herrenhaus (19. Jh.), Scheune (1916) und Park des 19. Jahrhunderts
- Brücke der Zuckerrübenbahn über die Drwęca (um 1920). Über den Ort Kominy verlief von 1926 bis 1991 die Schmalspurbahn (750 mm) Kolej Cukrowni Ostrowite.

## Verkehr

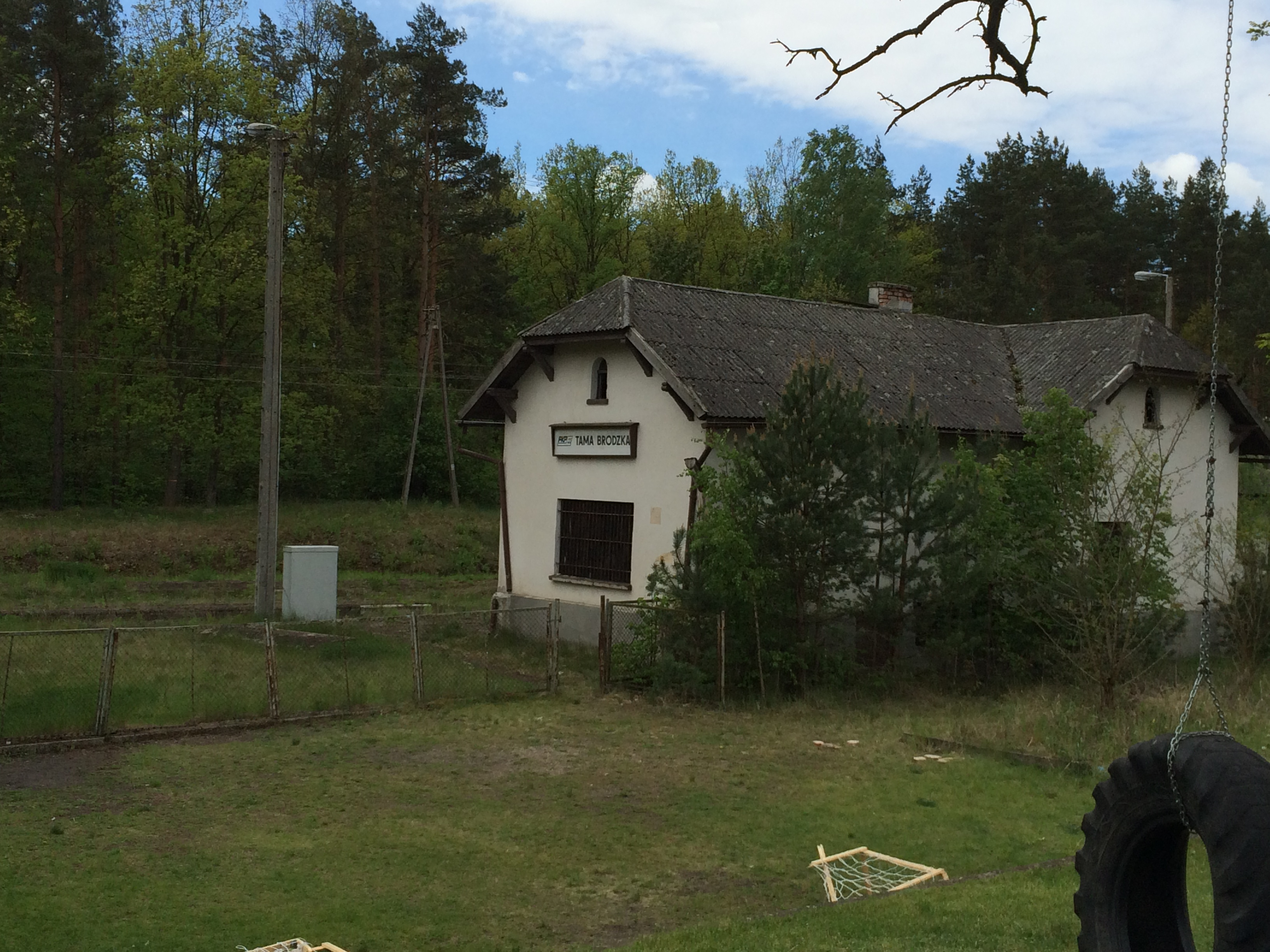
Ehemalige Bahnstation Tama Brodzka

Die Landgemeinde Brodnica liegt an der Landesstraße 15 Richtung Ostróda.
Brodnica hatte einen früher bedeutenden Bahnhof. Im Personenverkehr wird jedoch nur die Bahnstrecke Działdowo–Chojnice westwärts, Richtung Jabłonowo Pomorskie und Grudziądz bedient, während sie ostwärts genauso wie die Strecken nach Kowalewo Pomorskie und Bahnstrecke Tama Brodzka–Iława nicht mehr betrieben wird. Die Strecke aus Sierpc wird nur noch im Güterverkehr bedient.

## Persönlichkeiten
- Paul von Krause (1852–1923, * in Karbowo), Jurist und Politiker
- Jan Powierski (1940–1999, * Szczuka), Historiker in Danzig